# Tipula (Yamatotipula) anceps
Tipula (Yamatotipula) anceps is een tweevleugelige uit de familie langpootmuggen (Tipulidae). De soort komt voor in het Palearctisch en Nearctisch gebied.